# Bella Center (métro de Copenhague)
Bella Center est une station de la ligne 1 du métro de Copenhague située sur l'île d'Amager sur la commune de Copenhague. 

## Situation
La station de métro Bella Center est située à Copenhague dans le quartier d'Ørestad sur Ørestads Boulevard. 
Elle est située entre les stations Sundby et Ørestad. 

## Histoire
La station de métro Bella Center entre en service le 19 octobre 2002.
Elle doit son nom au centre d'exposition et de conférences Bella Center situé à proximité. La construction de cette station a permis le développement urbain du nouveau quartier d'Ørestad dont elle dessert le secteur central (Ørestad City en danois).

## Services au voyageurs

### Accès
La station Bella Center est aérienne. Elle est accessible par deux escaliers et un ascenseur menant directement au quai situé sur un viaduc. La station ne possède pas de niveau destiné à l'information des voyageurs et à la vente des titres de transport.

### Quais
La station dispose d'un quai central couvert et à l'air libre desservant 2 voies sur lesquelles circulent les métros à conduite automatique. Les voies sont séparées du quai par des portes vitrées à ouverture automatique. Des écrans informent les voyageurs des directions et du temps d'attente pour les prochains métros. 

### Intermodalité
La station est en correspondance avec le réseau de bus de l'agglomération de Copenhague.  
De nombreux emplacements pour le stationnement des vélos sont disponibles sur les espaces publics alentour ainsi qu'en-dessous de la station située en viaduc. 

## À proximité
- Bella Center : centre d'expositions et de conférences internationales
- Amager Fælled : réserve naturelle
- VM Houses (VM Husene en danois) : immeuble résidentiels, réalisés par l'architecte danois Bjarke Ingels
- The Mountain (Bjerget en danois) : immeuble résidentiel, réalisé par l'architecte danois Bjarke Ingels